# Шаркан (Шарканський район)
Шарка́н (рос. Шаркан) — село у складі Шарканському районі Удмуртії, Росія.

## Населення
Населення — 6614 осіб (2010; 6596 у 2002).
Національний склад станом на 2002:
- удмурти — 74 %

## Урбаноніми[3]
- вулиці — 60 років Жовтня, 8 березня, Авангардна, Азіна, Балобанова, Берегова, Будівників, Верещагіна, Весняна, Вишнева, Вукотловська, Гагаріна, Газокомпресорна, Галичевська, Горобинова, Григорія Титова, Дальня, Джерельна, Енергетиків, Ентузіастів, Заводська, Зарічна, Зелена, Калініна, Квіткова, Кірова, Ключова, Колгоспна, Комунальна, Комсомольська, Куйбишевська, Лазурна, Леніна, Лісова, Літня, Лучна, Механізаторів, Миру, Мирна, Мічуріна, Нагірна, Нова, Новошарканська, Осіння, Партизанська, Перемоги, Першотравнева, Південна, Пісочна, Піонерська, Північна, Підгірна, Підлісна, Польова, Праці, Пролетарська, Промислова, Пушкінська, Радянська, Райдужна, Родигіна, Садова, Світла, Світанкова, Свободи, Селянська, Сонячна, Соснова, Союзна, Спорту, Ставкова, Степанова, Степова, Тиха, Удмуртська, Уральська, Чапаєва, Червона, Широка, Ювілейна
- провулки — Південний, Світлий, Фабричний
- проїзди — Комунальний

## Відомі люди
У Шаркані народилися:
- Вахрушев Агафон Миколайович — голова Верховної ради Удмуртської АРСР, міністр просвіти Удмуртської АРСР
- Петрова Олена Юріївна — срібна призерка Олімпійських ігор з біатлону